# Шатских, Виктор Викторович
Виктор Викторович Шатских (28 апреля 1969 — 13 января 1991) — лейтенант группы «А» 7-го управления КГБ СССР; погиб во время проведения штурма телецентра в Вильнюсе в 1991 году.

## Служба
Родился 28 апреля 1969 года в Нахичевани. Отец — Виктор Алексеевич Шатских, полковник Пограничных войск КГБ СССР, дружил с командиром группы «А» В. Ф. Карпухиным. Мать — Валентина Ивановна Шатских (1946—2014), преподавала в пограничном училище студию бального танца. Вышла замуж за Виктора Алексеевича и уехала в Закавказье, родив Виктора и его младшую сестру Марию. Четверо дядей по материнской линии (братьев Валентины Ивановны) воевали на Великой Отечественной войне, а отец Валентины Ивановны был контужен под Ленинградом. От отца и Карпухина Виктор узнал о существовании спецподразделения «Альфа», участвовавшего в ряде операций по освобождению заложников и нейтрализации преступников, и решил стать оперативником в будущем.
Виктор окончил школу № 763 (г. Москва). С детства учился стрельбе и рукопашному бою, в школе писал стихи. Хотел поступать в Бабушкинское пограничное училище, но поступил в Голицынское Высшее пограничное военно-политическое училище имени К. Е. Ворошилова, поскольку в то время служба родственников в одной воинской части была запрещена. В августе 1990 года был на последнем курсе отобран среди лучших выпускников для прохождения службы в Группе «А» 7-го управления КГБ СССР. В свою первую командировку в Баку отправился по личной просьбе, направленной В. Ф. Карпухину. Участвовал в захвате главаря преступной группировки в Ереване.

## Гибель
В январе 1991 года в составе группы из 65 человек во главе с начальником 3-го отделения подполковником Е. Н. Чудесновым лейтенант Шатских участвовал в операции в Вильнюсе по захвату здания телевизионного центра, в котором расположились литовские антикоммунисты и сторонники независимости Литвы (в том числе членами движения «Саюдис»). 11 января в 20:00 отряд прибыл в аэропорт Внуково, откуда вылетел в Вильнюс в 21:30 и прибыл в 23:00 по московскому времени. 13 января 1991 года Шатских участвовал в прорыве к зданию. Он шёл замыкающим в цепочке и получил выстрел в спину с близкого расстояния. По одним данным, пуля вошла в спину снизу вверх, пробив бронежилет; по другим данным, Шатских был ранен, когда прыгал в окно и нагнулся — пуля вошла сверху, когда разошлись чешуйки бронежилета.
Раненый Шатских на первом этаже у лестницы сообщил своему командиру Чудеснову о ранении, и тот немедленно приказал перевязать пострадавшего, полагая, что ранение было колото-резаным, но не огнестрельным. Несмотря на усилия сослуживцев, Виктор Шатских скончался от полученных ранений. В первые дни после гибели пресса не могла назвать, кто из оперативников группы «А» был убит, и называла по ошибке убитым то отца, Виктора Алексеевича Шатских, то офицера внутренних войск Владимира Шацкого, то солдата ВДВ Виктора Шитновича. В то же время и после установления имени погибшего в прессе стали появляться иные версии гибели: Игорь Бунич в книге «Меч президента» писал, что Шатских был застрелен лично Карпухиным якобы за отказ открыть огонь по протестующим. Эту версию историк спецслужб Михаил Болтунов назвал «чудовищной».
Шатских был похоронен на Волковском кладбище в городском округе Мытищи Подмосковья, похороны прошли тайно. 15 декабря 2016 года была открыта мемориальная доска кавалеру Ордена Красного Знамени Виктору Викторовичу Шатских в московской общеобразовательной школе № 763. Ежегодно в годовщину гибели Шатских там проводятся памятные мероприятия.
На момент гибели у Виктора была девушка, с которой он собирался пожениться, однако её отец попал с инфарктом в больницу, и свадьбу отложили до января. Возлюбленная Виктора вышла замуж за офицера и родила двух дочек; ныне они каждый год посещают могилу Виктора.

## Награды
- Орден Красного Знамени (посмертно)[1] — «За мужество и отвагу», награду родственникам погибшего вручал лично Председатель КГБ В. А. Крючков[2].